# Alstom Prima II
Az Alstom Prima 2 az Alstom újgenerációs villamosmozdonya, amely a franciaországi Belfort gyártelepén készült. A négy rendszerű mozdony (25 kV 50 Hz, 15 kV 16 2/3 Hz, 1,5 kV egyenáram. és 3 kV egyenáram.) maximális teljesítménye 6400 kW, és a személyvonati kivitelben képes 200 km/h sebességgel közlekedni. A mozdonyt lehet, univerzális felhasználás esetére Bo’Bo’ tengelyelrendezésűre, míg kimondottan tehervonatok továbbítására hat tengelyesre (Co’Co’) készíteni.
A Prima 2 mozdony, mozdonyvezetői asztalát, az UIC 612 szabványának megfelelően alakították ki, ez biztosítja a nemzetközi működtetést, és helyet biztosít az Alstom Traintracer fedélzeti diagnosztikai rendszerének. Tartalmazza az Alstom Atlas jelzési és vonatbefolyásolási rendszerét, mely kompatibilis az ERTMS rendszerrel.
A Prima 2 júniusban megkezdte a Siemens AG Wegberg-Wildenrath vasúti tesztközpont próba körpályáján a futási próbáit, terveik szerint Európa vasútvonalaira szóló futási engedélyeket 2011. évre beszerzik.
Az első vásárló a Marokkói Nemzeti Vasutak (ONCFM), amely 20 univerzális mozdonyt rendelt 2007-ben.
A szállítást 2009 negyedik negyedévében tervezik megkezdeni.